# Menachem Savidor
Menachem Savidor (20 août 1917 - 2 novembre 1988) est un fonctionnaire et homme politique israélien qui est membre de la Knesset pour le Likoud de 1977 à 1984. Entre 1981 et 1984, il est le huitième président de la Knesset.

## Biographie
Né Menachem Khodorovsky à Bakhmout dans l'Empire russe, Savidor fréquente le lycée en Pologne et l'Université de Vilnius.
En 1941, il fait son Alya en Palestine mandataire et s'enrôle dans l'armée britannique. Il est démobilisé en 1946 et s'enrôle dans les Forces de défense israéliennes en 1948. Il fonde l'École militaire d'organisation et de gestion et en est le premier commandant. Il dirige également la branche Police et Discipline. En 1953, il est démobilisé avec le grade de lieutenant-colonel.
En 1953, il rejoint le parti du Sionisme général et est également directeur adjoint du ministère des Transports. L'année suivante, il devient directeur général des chemins de fer israéliens, poste qu'il occupe jusqu'en 1964, date à laquelle il est nommé directeur général de Vered, une filiale de la société de logement Rassco. Après avoir quitté ce poste en 1967, il est directeur général d'une société d'exportation d'agrumes jusqu'en 1977.
Il est élu au conseil municipal de Tel-Aviv et dirige la faction Gahal, une alliance du Parti libéral (dans lequel les sionistes généraux ont fusionné) et du Hérout, de 1969 à 1974. Il est vice-président du comité central du Parti libéral et dirige son groupe de réflexion politique. En 1977, il est élu à la Knesset sur la liste du Likoud (alliance du Parti libéral, du Herut et d'autres partis de droite). Il est réélu en 1981 et nommé président de la Knesset, en remplacement d'Yitzhak Berman.
Ayant perdu son siège aux élections de 1984, Savidor est nommé président du Comité public de réhabilitation de l'économie en 1985. En 1987, il devient président du Fonds pour la sécurité d'Israël, mais décède l'année suivante à l'âge de 71 ans.
La gare centrale de Tel Aviv-Savidor porte son nom.